# Nimba County
Nimba County är ett av 15 countyn i Liberia. Countyt hade 621 841 invånare vid folkräkningen 2022. Geografiskt gränsar Nimba County både till Elfenbenskusten och Guinea. 
Huvudort är Sanniquellie, men Yekepa är mest känt tack vare sina gruvor och det var här delvis svenskägda Lamco bedrev verksamhet. Den största staden i countyt är inte Sanniquellie utan Ganta som är Liberias andra största stad. Nimba County ligger i centrala och norra Liberia. I norr ligger Nimbamassivet, vars högsta punkt är Mont Nimba. Nimba County hette tidigare, fram till cirka 1970, Sanniquelle District. Befolkningen utgöres av i huvudsak stammarna mano och gio.
Nimba County delas in i följande administrativa distrikt:
- Boe and Quilla District
- Buu-Yao District
- Doe District
- Garr-Bain District
- Gbehlay-Geh District
- Gbi & Doru District
- Gbor District
- Kparblee District
- Leewehpea-Mahn District
- Meinpea-Mahn District
- Sanniquellie-Mah District
- Twah River District
- Wee-Gbehy-Mahn District
- Yarmein District
- Yarpea Mahn District
- Yarwein Mehnsonnoh District
- Zoe-Gbao District